# Распорядительная дума (Москва)
Распорядительная дума (Москва) — исполнительный орган Московского городского общественного управления. Создан вместо Шестигласной думы.
20 марта 1862 года было утверждено Положение об общественном управлении города Москвы, в соответствии с которым функции Шестигласной думы передавались новому органу - Распорядительной думе. Председателем органа был Городской голова. В состав Думы входили 10 человек, по двое из 5 собраний выборных (ремесленников, мещан, купцов, потомственных и личных дворян).
Распорядительная дума подчинялась Правительствующему сенату, также губернатору губернии, а помимо этого - гражданскому губернатору Москвы, который визировал все журналы Думы. Гражданских губернатор принимал участие в тех заседаниях Думы, которые считал необходимыми для посещения.
Распорядительной думе подчинялись: городская торговая полиция (контролирующая всю торговлю города), хозяйственная полиция (занимавшаяся сбором денег для городского бюджета, контроля за городским имуществом и оценкой всей недвижимости, облагавшейся налогами), а также аукционная камера, включавшая в себя присяжных аукционистов и управляющего.
В случаях, когда в Распорядительную думу поступали различные жалобы, касающиеся сбора налогов, дума делала запрос о разрешении ситуации в Казённую палату. Если Дума не была согласна с мнением палаты, запрос перенаправлялся в Первый департамент Правительствующего сената.
Распорядительная дума контролировала всех нотариусов города, присяжных маклеров, присяжных городских ценовщиков, присяжных городских свидетелей.
Многие органы сословного управления: Мещанская, Купеческая и Ремесленная управы подчинялись Думе.
Казначей Распорядительной думы утверждался военным генерал-губернатором Москвы и выбирался на должность Купеческим собранием выборных сроком на 2 года. На должности архивариуса, бухгалтера, контролёра, столоначальника и секретаря принимались только те граждане, которые имели право на государственную службу.
В состав Распорядительной думы входили 5 экспедиций:
- 1-я экспедиция занималась административным решением вопросом сословного и городского управления
- 2-я экспедиция занималась городскими расходами (исключая траты на строительство). Хранение документов по поставкам, подрядам, осуществлявшимся за счёт казны города,  а также документооборот также входили в список функций экспедиции.
- 3-я экспедиция занималась налоговыми вопросами: о личных налогах горожан, получении податей с недвижимого имущества частных граждан и города, а также взысканием недоимок по вышеперечисленным платежам.
- 4-я экспедиция контролировала сбор с владельцев домов налога на воду и за дороги, проложенные рядом со строениями. Также она контролировала сбор податей с промышленников, сбор косвенных налогов, оценивала недвижимость и выданные ссуды на возведение построек на Тверской-Ямской улице и Болотной площади.
- 5-я, строительная экспедиция, контролировала все сооружения и строения города Москвы, все стройки и реконструкции города, а также расход бюджетных средств на эти цели.

В 1870 году было принято Городовое положение, согласно которому функции Распорядительной думы передавались Городской управе.